# 市長はムコ殿
『市長はムコ殿』（しちょうはムコどの）は、2012年5月7日から7月9日まで毎週月曜日22:00 - 22:54にBS朝日で放送された日本のテレビドラマ。BS朝日が断続的に制作している、シットコム形式の「職業ホームドラマ」シリーズ第4弾。主演は渡部篤郎。

## あらすじ
ムコ養子として肩身の狭い私生活を送っていた新人市長・秋吉大将が、次々に巻き起こる家庭内トラブルを解決しながら次第に成長を遂げ、その経験を市政運営にも反映させていく姿を描く。

## 登場人物

### 秋吉家
秋吉 大将（あきよし ひろまさ）〈41〉
演 - 渡部篤郎
婿養子。急死した義父・義明の跡を継いで西曙市長に。争いごとを好まない、気弱で大人しい性格。
広島県呉市出身で、4人兄弟の四男。大学進学とともに上京。大学では登山部と哲学研究会（哲研）に所属していた。
学生時代、交際相手で大学の後輩の真理が妊娠し、結婚。卒業後は会社員を経て、市長選出馬直前までは小さな貿易会社の役員だった。
政治にも出世にも全く興味がなく、市長選出馬も必死に抵抗したが、乙女と真理の強引さに根負けして引き受けてしまった。しかし、博識で論理的な思考ができるため、市長の仕事はそつなくこなしている。さらに、家庭で起きたさまざまな問題の解決を市政に活かし、さまざまな条例を新たに提案している。
秋吉 乙女（あきよし おとめ）〈65〉
演 - 市毛良枝
大将の妻・真理の実母。自己中心的で尊大、そして非常に押しが強い性格。
真理とできちゃった結婚した大将を未だに快く思っていないが、後継者に指名し、市長として育てる。
町内会では婦人会名誉会長を務めている。
秋吉 真理（あきよし まり）〈38〉
演 - 黒谷友香
大将の妻。姉御肌で人望が厚い。大将とは大学のサークル、哲学研究会で知り合う。19年前、学生時代に鈴音を妊娠し、大学を中退して大将と結婚した。
夫婦仲は良く、いまだに大将との結婚を認めていない母に不満を持っている。
当初は気弱な大将の市長選出馬に猛反対していたが、市長の給与が会社員より遥かに高額だったことから賛成に転じる。
韓流タレントの「ドン様」ことイ・ドンドンの大ファン。
秋吉 鈴音（あきよし りん）〈18〉
演 - 曽田茉莉江
大将の長女。高校3年生。通っている高校は勉強が厳しく、いつも試験勉強に追われている。
秋吉 美羽（あきよし みう）〈7〉
演 - 松本春姫
大将の次女。小学2年生。無邪気で天真爛漫。自分のことは「美羽ちゃん」と名前で呼ぶ。

### その他
多後 壱説（たご いっせつ）〈65〉
演 - 鈴木正幸
町内会長。年金暮らし。仕切り屋で、やたらと秋吉家の事情や市長の仕事に首を突っ込みたがる。
半田 正人（はんだ まさと）〈50〉
演 - 酒井敏也
市長の秘書。本当は自分が市長になりたいと思っていたが、乙女から「論外」と一蹴され、泣く泣く大将を支えることになる。
自分が市長になれなかったことへのやっかみもあり、大将に悪態をつくことも多く、陰では大将を「若造」呼ばわりしている。
見合いを30回以上しているが、いずれも交際にはいたらずいまだに独身。大きな古民家に独りで暮らしている。
野沢 侑希（のざわ ゆうき）〈26〉
演 - 牧田哲也
真理の姉・弘美の長男。広告代理店勤務。10歳年上の妻とは仕事の都合で別居中。
大将・真理・乙女を「おじさん」「おばさん」「おばあちゃん」と呼ぶが、当人からは「年寄り扱いされたくない」と嫌がられている。

### ゲスト
第3話
木村千恵（きむら ちえ）〈38〉
演 - 吉田羊
真理の幼馴染。夫と離婚し、働きながら3人の男の子を育てるシングルマザー。
第4話
岸田信太郎（きしだ しんたろう）〈33〉
演 - 川島潤哉
西曙市役所政策部政策課職員。東京大学卒のエリート。前市長・義明から絶大な信頼を受けていた。
第5話
小嶋理沙（こじま りさ）〈25〉
演 - 村川絵梨
西曙市に多額の寄付をしている小島建設の社長令嬢で、栄酒造に勤めるOL。漫画と韓流タレントが好き。
第6話
山下由貴子（やました ゆきこ）
演 - 阿南敦子
美羽の同級生、直貴（なおき）の母。
馬場修司（ばば しゅうじ）
演 - 西ノ園達大
町内会副会長。回覧板廃止などを主張し、多後と対立する。
第7話
城ヶ崎一（じょうがさき はじめ）〈41〉
演 - デビット伊東
大将の大学時代の同級生で、大将が市長就任直前まで勤めていた貿易会社の社長。強引な性格。
第8話
木下亜由美（きのした あゆみ）〈40〉
演 - 中村綾
西曙市役所前の喫茶店の従業員。真理の高校の2年先輩。
第9話
四ツ葉浩介（よつば こうすけ）〈65〉
演 - 西岡徳馬
当選8回の衆議院議員。民自党所属で、中田内閣では農林水産大臣を務めた。乙女の元交際相手。

## スタッフ
- プロデューサー - 岩下英雅（BS朝日）、布施等
- 演出 - 二宮浩行、大塚徹
- 脚本 - 樫田正剛、関えり香、牟田桂子
- 音楽 - 林久美子（P.P.M）
- 主題歌 - 城南海『幸せの種』（ポニーキャニオン）
- 撮影 - 高藤安正
- 照明 - 諸岡亮
- 編集 - 田辺智久
- 美術プロデューサー - 森川一雄
- 建具 - 阿久津正巳
- 技術協力 - フォーチュン、BULL
- 照明協力 - サンライズアート
- 美術協力 - KHKアート
- 装飾 - ケイプランニング
- 編集・MA - ザ・チューブ
- スタジオ - 東京メディアシティ
- 制作 - BS朝日、メディアミックス・ジャパン

## 放送日程
| 各話   | 放送日        | サブタイトル | 脚本     | 演出     |
| ------ | ------------- | ------------ | -------- | -------- |
| 第1話  | 2012年5月07日 | 市長誕生     | 樫田正剛 | 二宮浩行 |
| 第2話  | 2012年5月14日 | 家族議会     | 樫田正剛 | 二宮浩行 |
| 第3話  | 2012年5月21日 | 子供のミカタ | 関えり香 | 大塚徹   |
| 第4話  | 2012年5月28日 | 挫折は宝もの | 牟田桂子 | 大塚徹   |
| 第5話  | 2012年6月04日 | 縁談騒動     | 関えり香 | 二宮浩行 |
| 第6話  | 2012年6月11日 | 経験のススメ | 牟田桂子 | 大塚徹   |
| 第7話  | 2012年6月18日 | 相棒登場     | 関えり香 | 大塚徹   |
| 第8話  | 2012年6月25日 | 恋のワナ     | 牟田桂子 | 二宮浩行 |
| 第9話  | 2012年7月02日 | 運命の再会   | 樫田正剛 | 大塚徹   |
| 最終話 | 2012年7月09日 | 市長のミカタ | 樫田正剛 | 二宮浩行 |

## 放送局
| 放送地域 | 放送局 | 放送期間              | 放送日時           | 備考   |
| -------- | ------ | --------------------- | ------------------ | ------ |
| 日本全域 | BS朝日 | 2012年5月7日 - 7月9日 | 月曜 22:00 - 22:54 | 制作局 |